# 51e cérémonie des Oscars
La 51e cérémonie des Oscars du cinéma, récompensant les films sortis en 1978, s’est déroulée le lundi 9 avril 1979 à 19h au Dorothy Chandler Pavilion du Los Angeles (Californie).

## Cérémonie
La cérémonie dura 3h25 et fut diffusée sur la chaîne ABC.
- Maître de cérémonie : Johnny Carson
- Producteur : Jack Haley Jr.
- Metteur en scène : Marty Pasetta
- Dialoguistes : Buz Kohan, Tony Thomas, Rod Warren
- Directeurs musicaux : Jack Elliott, Allyn Ferguson

Pour la première fois, les cinq chansons nommées ont été interprétées lors de la cérémonie par les chanteurs originaux du film.

## Palmarès
Les lauréats sont indiqués ci-dessous en premier de chaque catégorie et en gras.

### Meilleur film
- Voyage au bout de l'enfer (The Deer Hunter) - Barry Spikings, Michael Deeley, Michael Cimino et John Peverall, producteurs
  - Retour (Coming Home) - Jerome Hellman, producteur
  - Le ciel peut attendre (Heaven Can Wait) - Warren Beatty, producteur
  - Midnight Express - Alan Marshall et David Puttnam, producteurs
  - La Femme libre (An Unmarried Woman) - Paul Mazursky et Tony Ray (de), producteurs

### Meilleur réalisateur
- Michael Cimino pour Voyage au bout de l'enfer
  - Hal Ashby pour Retour
  - Warren Beatty et Buck Henry pour Le ciel peut attendre
  - Woody Allen pour Intérieurs (Interiors)
  - Alan Parker pour Midnight Express

### Meilleur acteur
- Jon Voight pour le rôle de Luke Martin dans Retour
  - Warren Beatty pour le rôle de Joe Pendleton dans Le ciel peut attendre
  - Gary Busey pour le rôle de Buddy Holly dans The Buddy Holly Story de Steve Rash
  - Robert De Niro pour le rôle de Michael Vronsky dans Voyage au bout de l'enfer
  - Laurence Olivier pour le rôle de Ezra Lieberman dans Ces garçons qui venaient du Brésil (The Boys from Brazil) de Franklin J. Schaffner

### Meilleure actrice
- Jane Fonda pour le rôle de Sally Hyde dans Retour
  - Ingrid Bergman pour le rôle de Charlotte Andergast dans Sonate d'automne (Höstsonaten) d’Ingmar Bergman
  - Ellen Burstyn pour le rôle de Doris dans Même heure, l'année prochaine (Same Time, Next Year) de Robert Mulligan
  - Jill Clayburgh pour le rôle de Erica Benton dans La Femme libre
  - Geraldine Page pour le rôle de Eve dans Intérieurs

### Meilleur acteur dans un second rôle
- Christopher Walken pour le rôle de Nick dans Voyage au bout de l'enfer
  - Bruce Dern pour le rôle de Bob Hyde dans Retour
  - Richard Farnsworth pour le rôle de Dodger dans Le Souffle de la tempête (Comes a Horseman) d’Alan J. Pakula
  - John Hurt pour le rôle de Max dans Midnight Express
  - Jack Warden pour le rôle de Max Corkle dans Le ciel peut attendre

### Meilleure actrice dans un second rôle
- Maggie Smith pour le rôle de Diana Barrie dans California Hôtel (California Suite) de Herbert Ross
  - Dyan Cannon pour le rôle de Julia Farnsworth dans Le ciel peut attendre
  - Penelope Milford pour le rôle de Vi Munson dans Retour
  - Maureen Stapleton pour le rôle de Pearl dans Intérieurs
  - Meryl Streep pour le rôle de Linda dans Voyage au bout de l'enfer

### Meilleur scénario original
- Nancy Dowd (histoire), Waldo Salt et Robert C. Jones (scénario) pour Retour
  - Ingmar Bergman pour Sonate d’automne
  - Michael Cimino, Deric Washburn, Louis Garfinkle et Quinn K. Redeker pour Voyage au bout de l'enfer
  - Woody Allen pour Intérieurs
  - Paul Mazursky pour La Femme libre

### Meilleure adaptation
- Oliver Stone pour Midnight Express
  - Walter Newman pour Les Chaînes du sang (Bloodbrothers) de Robert Mulligan
  - Neil Simon pour California Hôtel
  - Elaine May et Warren Beatty pour Le ciel peut attendre
  - Bernard Slade pour Même heure, l'année prochaine

### Meilleure direction artistique
- Paul Sylbert, Edwin O'Donovan et George Gaines pour Le ciel peut attendre
  - Dean Tavoularis, Angelo P. Graham et George R. Nelson pour Têtes vides cherchent coffres pleins (The Brink's Job) de William Friedkin
  - Albert Brenner et Marvin March (en) pour California Hôtel
  - Mel Bourne (en) et Daniel Robert (en) pour Intérieurs
  - Tony Walton, Philip Rosenberg, Edward Stewart et Robert Drumheller (en) pour The Wiz de Sidney Lumet

### Meilleurs costumes
- Anthony Powell pour Mort sur le Nil (Death on the Nile) de John Guillermin
  - Renié pour Caravans de James Fargo
  - Patricia Norris pour Les Moissons du ciel (Days of Heaven) de Terrence Malick
  - Paul Zastupnevich (en) pour L'Inévitable Catastrophe (The Swarm) d’Irwin Allen
  - Tony Walton pour The Wiz

### Meilleure photographie
- Nestor Almendros pour Les Moissons du ciel
  - Vilmos Zsigmond pour Voyage au bout de l'enfer
  - William A. Fraker pour Le ciel peut attendre
  - Robert Surtees pour Même heure, l'année prochaine
  - Oswald Morris pour The Wiz

### Meilleur montage
- Peter Zinner pour Voyage au bout de l'enfer
  - Robert Swink pour Ces garçons qui venaient du Brésil
  - Don Zimmerman pour Retour
  - Gerry Hambling pour Midnight Express
  - Stuart Baird pour Superman de Richard Donner

### Meilleur son
- Richard Portman, William L. McCaughey, Aaron Rochin et C. Darin Knight pour Voyage au bout de l'enfer
  - Tex Rudloff (en), Joel Fein (en), Curly Thirlwell (en) et Willie D. Burton pour The Buddy Holly Story
  - John Wilkinson, Robert W. Glass Jr. (en), John T. Reitz et Barry Thomas (en) pour Les Moissons du ciel
  - Robert Knudson, Robert J. Glass, Don MacDougall et Jack Solomon pour La Fureur du danger (Hooper) de Hal Needham
  - Gordon K. McCallum, Graham V. Hartstone, Nicolas Le Messurier et Roy Charman pour Superman

### Meilleure musique de film
Meilleure partition originale :
- Giorgio Moroder pour Midnight Express
  - Jerry Goldsmith pour Ces garçons qui venaient du Brésil
  - Ennio Morricone pour Les Moissons du ciel
  - Dave Grusin pour Le ciel peut attendre
  - John Williams pour Superman

Meilleure partition de chansons et adaptation musicale :
- Joe Renzetti pour The Buddy Holly Story
  - Jerry Wexler pour La Petite (Pretty Baby) de Louis Malle
  - Quincy Jones pour The Wiz

### Meilleure chanson
- Paul Jabara pour Last Dance dans Dieu merci, c'est vendredi (Thank God It's Friday) de Robert Klane
  - Charles Fox (musique) et Norman Gimbel (paroles) pour Ready to Take a Chance Again dans Drôle d'embrouille (Foul Play) de Colin Higgins
  - John Farrar pour Hopelessly Devoted to You dans Grease de Randal Kleiser
  - Richard M. Sherman et Robert B. Sherman pour When You're Loved dans The Magic of Lassie de Don Chaffey
  - Marvin Hamlisch (musique), Alan Bergman et Marilyn Bergman (paroles) pour The Last Time I Felt Like This dans Même heure, l’année prochaine

### Meilleur film étranger
- Préparez vos mouchoirs de Bertrand Blier •  France
  - Bim chien blanc à l'oreille noire (Belyy Bim - Chyornoe ukho) de Stanislav Rostotski •  Union soviétique
  - La Cellule en verre (Die gläserne Zelle) de Hans W. Geißendörfer •  Allemagne
  - Les Nouveaux Monstres (I Nuovi mostri) de Mario Monicelli, Dino Risi et Ettore Scola •  Italie
  - Les Hongrois (Magyarok) de Zoltán Fábri •  Hongrie

### Meilleur documentaire
- Scared Straight!, produit par Arnold Shapiro
  - Mysterious Castles of Clay, produit par Alan Root
  - Raoni, produit par Jean-Pierre Dutilleux, Barry Hugh Williams et Michel Gast
  - Le Vent des amoureux, produit par Albert Lamorisse (France)
  - With Babies and Banners: Story of the Women's Emergency Brigade, produit par Anne Bohlen, Lyn Goldfarb et Lorraine Gray

### Meilleur court métrage (prises de vues réelles)
- Teenage Father, réalisé et produit par Taylor Hackford
  - A Different Approach, produit par Jim Belcher et Fern Field
  - Mandy's Grandmother, produit par Andrew Sugerman (en)
  - Strange Fruit, produit par Seth Pinsker

### Meilleur court métrage (documentaire)
- The Flight of the Gossamer Condor, produit par Jacqueline Phillips Shedd et Ben Shedd (en)
  - The Divided Trail: A Native American Odyssey, produit par Jerry Aronson
  - An Encounter with Faces, produit par K.K. Kapil
  - Goodnight Miss Ann, produit par August Cinquegrana
  - Squires of San Quentin, produit par J. Gary Mitchell

### Meilleur court métrage (animation)
- Livraison spéciale (en), produit par Eunice Macaulay (en) et John Weldon (en)[1]
  - Oh My Darling, produit par Nico Crama
  - Rip Van Winkle, produit par Will Vinton

## Oscars spéciaux

### Oscars d'honneur
- Walter Lantz, « pour avoir apporté la joie et le rire dans le monde entier au travers de ses films d'animation uniques » (« for bringing joy and laughter to every part of the world through his unique animated motion pictures. »)
- Laurence Olivier, « pour toute son œuvre, pour les accomplissements uniques liés à sa carrière et à sa vie consacrée à l'art cinématographique » (« for the full body of his work, for the unique achievements of his entire career and his lifetime of contribution to the art of film. »)
- King Vidor, « pour ses contributions incomparables en tant que créateur et innovateur cinématographique » (« for his incomparable achievements as a cinematic creator and innovator. »)
- Le département cinéma du Museum of Modern Art, « pour sa contribution à avoir fait percevoir au public le cinéma comme une forme d'art » (« for the contribution it has made to the public's perception of movies as an art form. »)

### Oscars pour une contribution spéciale
- Les Bowie, Colin Chilvers, Denys N. Coop, Roy Field, Derek Meddings et Zoran Perisic pour les effets visuels de Superman

### Jean Hersholt Humanitarian Award
- Leo Jaffe

### John A. Bonner Medal of Commendation
- Linwood G. Dunn, Loren L. Ryder et Waldon O. Watson

## Oscars scientifiques et techniques
La remise des prix des Oscars scientifiques se déroula le 6 avril 1979 dans la salle Versailles du Beverly Hilton à Los Angeles.

### Oscars du mérite scientifique ou technique
- Eastman Kodak pour la création et le développement du Duplicating Color Film
- Panavision et son équipe d’ingénieurs sous la direction de Robert E. Gottschalk pour le concept et la mise au point de la caméra Panaflex
- Stefan Kudelski (Nagra Magnetic Recorders) pour le concept et le développement de l’enregistreur sonore Nagra

### Oscars scientifiques et d'ingénierie
- Ray M. Dolby, Ioan R. Allen, David P. Robinson, Stephen Katz et Phillip S.J. Boole (Dolby Laboratories) pour le développement d’un enregistreur-émetteur sonore

### Oscars pour une contribution technique
- Leonard Chapman (Leonard Equipment Company) pour la fabrication de la dolly « Chapman Hustler ».
- David J. Degenkolb, Arthur L. Forde et Fred J. Scobey (DeLuxe General) pour le développement d’une méthode de recyclage de pellicule photographique.
- James L. Fisher pour le concept et la fabrication de la dolly « Model ten ».
- Karl Macher et Glenn M. Berggren (Isco Optische Werke) pour le développement de l’obturateur « Cinelux-ULTRA Lens » pour la projection 35mm
- Kiichi Sekiguchi (CINE-FI Int'l) pour le développement du « CINE-FI Auto Radio Sound System » pour les cinéma drive-in
- Robert Stindt (Production Grip Equipment Company) pour le concept et la fabrication de la dolly Stindt.

## Statistiques

### Récompenses
5 Oscars
- Voyage au bout de l'enfer

3 Oscars
- Retour

2 Oscars
- Midnight Express

1 Oscar
- California Hôtel
- Le ciel peut attendre
- Mort sur le Nil
- Les Moissons du ciel
- The Buddy Holly Story
- Dieu merci, c'est vendredi
- Préparez vos mouchoirs

### Nominations multiples
9 nominations
- Voyage au bout de l'enfer
- Le ciel peut attendre

8 nominations
- Retour

6 nominations
- Midnight Express

5 nominations
- Intérieurs

4 nominations
- Même heure, l'année prochaine
- Les Moissons du ciel
- The Wiz

3 nominations
- La Femme libre
- California Hôtel
- Superman
- Ces garçons qui venaient du Brésil
- The Buddy Holly Story

2 nominations
- Sonate d'automne